# Upper Lake Mary
Der Upper Lake Mary ist ein See im Coconino County im US-Bundesstaat Arizona. Seine Form ist schmal und lang und ist optimal für Wasserski. Der See ist auch optimal zum Fischen. Es gibt viele Arten wie die Forelle. Er bietet auch ein Naherholungsgebiet für die Stadt Flagstaff. Der See liegt in einer Höhe von 2133 Metern über dem Meeresspiegel.